# Angelo Conti
Angelo Conti   (Roma, 31 de març de 1956 - Roma, 11 de desembre de 2018) fou un vocalista, guitarrista, lletrista italià, i un dels fundadors l'any 1981 de Banda Bassotti, un dels grups pioners de l'ska punk a Europa, el qual fou ideat com a vehicle per a fer militància política en favor de l'antifeixisme, l'antiracisme, el comunisme i l'internacionalisme.
En català, versionà i registrà l'any 2003 la cançó d'Al Tall «Processó». Morí l'1 de desembre de 2018 a la seva ciutat natal, als 62 anys, després de patir una breu malaltia. La seva mort fou anunciada, públicament al compte de Facebook del grup musical amb el missatge Chi lotta non sarà mai schiavo. Ciao Sigaro («El que lluita mai serà un esclau. Adéu Sigaro»). Entre les 8 i les 11 hores del 13 de desembre s'instal·là una sala de vetlla funerària a l'Hospital Gemelli de Roma i a les 12:30 hores s'organitzà el darrer comiat al Temple Egipci del cementiri comunal monumental Campo Verano de la mateixa ciutat.

## Discografia amb Banda Bassotti
- 1992: Figli della stessa rabbia
- 1993: Bella ciao (mini CD amb 4 temes)
- 1994: Avanzo de cantiere
- 2001: Un altro giorno d'amore (CD doble en directe)
- 2002: L'altra faccia dell'impero
- 2003: Así es mi vida (versions de cançons revolucionàries de món)
- 2004: Amore e odio
- 2004: Baldi e fieri (mini CD dedicat als aficionats de la Brigate Autonome Livornesi)
- 2006: Vecchi cani bastardi
- 2008: Viento, lucha y sol
- 2010: Check Point Kreuzberg - Live at the SO36 - Berlín (CD doble en directe)
- 2012: Siamo guerriglia
- 2014: Banditi senza tempo